# Martín Fernández de Vilches
Martín Fernández de Vilches (Vilches, Regne de Jaén, ? - Bonilla de la Sierra, 13 de novembre de 1469), o simplement Martín de Vilches, va ser un religiós i funcionari castellà, conseller reial i bisbe d'Àvila entre 1456 i 1469.

## Biografia
D'orígens humils, nadiu de la zona de Jaén. Va estar actiu com a buròcrata durant el regnat de Joan II de Castella, i va ascendir durant el regnat d'Enric IV, del qual en fou íntim conseller. Gaudia de la seva absoluta confiança malgrat els seus orígens i pocs coneixements. Abans d'ascendir al tron, en fou el seu cantor, vicari general i conseller quan era príncep d'Astúries, i també exercí com el seu secretari i capellà des de 1449. A més, en pertànyer a l'estament eclesiàstic fou mestre de la capella de Reyes Nuevos de la catedral de Toledo des de 1436, i canonge de Jaén entre 1449 i 1452; la seva vinculació a la capella possiblement afavorí la seva bona relació amb Enric, de fet, va rebre una alta quitació, de 12.000 morabatins, per mantenir un càrrec civil: secretari, i un eclesiàstic: capellà.
Poc després de l'ascens d'Enric al tron, el 1454, va ser nomenat canceller major de la puritat en substitució de Rodrigo de Villacorta, destituït per desavinences amb el monarca. El 1456, a instància del rei, era nomenant bisbe d'Àvila, vacant la seu a la mort d'Alonso Tostado, càrrec que ocupà fins a la seva mort el 1469. Durant l'exercici d'aquest càrrec es va oposar als canonges avilesos a acceptar algunes mesures de govern intern i diverses disposicions sobre 
la disciplina clerical, celebrant-se durant el seu mandat la coneguda Farsa d'Àvila contra Enric IV de Castella. Durant la guerra civil castellana, contra Alfons de Castella, va ser partidari d'Enric IV.